# 约翰·彼得·赫贝尔

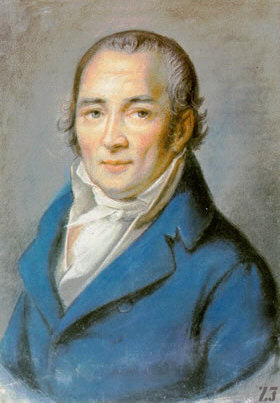
约翰·彼得·赫贝尔

约翰·彼得·赫贝尔（1760年5月10日 – 1826年9月22日) 是一位德国短篇小说作家、方言诗人、信義宗神学家和教育家。
约翰·彼得·赫贝尔生于巴塞尔，曾在一所拉丁学校就讀，後來從卡尔斯鲁厄的一所中學毕业，之后继续学习神学。後來他成为一名家庭教师、助理牧师、助理教师、副执事，并于1798年成为教授和宫廷执事。
赫伯尔对植物学、自然历史和其他学科也感兴趣。晚年赫伯尔開始癡迷宗教，并于1819年成为一名教長。